# オファコルス
オファコルス（Offacolus、またはオッファコルス、オーファコルス）は、約4億2,500万年前シルル紀に生息した鋏角類の化石節足動物の一属。先頭に突出した数多くの肢をもつ。イギリスのヘレフォードシャー保存堆積地（Herefordshire Konservat-Lagerstätte）で見つかった Offacolus kingi という1種のみによって知られている。

## 名称
学名「Offacolus」は8世紀ごろのマーシア王国の王オファ（Offa）と人名 Colus の合成語で、模式種（タイプ種）の種小名「kingi」は本種の化石の発見者 Robert Joseph King への献名。

## 化石
オファコルスの化石標本は、古生代シルル紀（約4億2,500万年前）に当たるイギリスのヘレフォードシャー保存堆積地（Herefordshire Konservat-Lagerstätte）のみから発見される。この堆積累層で見つかった古生物の化石は火山灰由来のベントナイトに覆われる方解石の中で立体的に保存され、通常の処理方法では解析不可能であるため、代わりにその断面をひとずつ撮影することによって得られる無数の写真を3Dモデリングで積み重ねて立体的な姿を解明させる。その中でオファコルスは最も普遍に見られる属であり、2019年時点では833点の化石標本が知られている。

## 形態

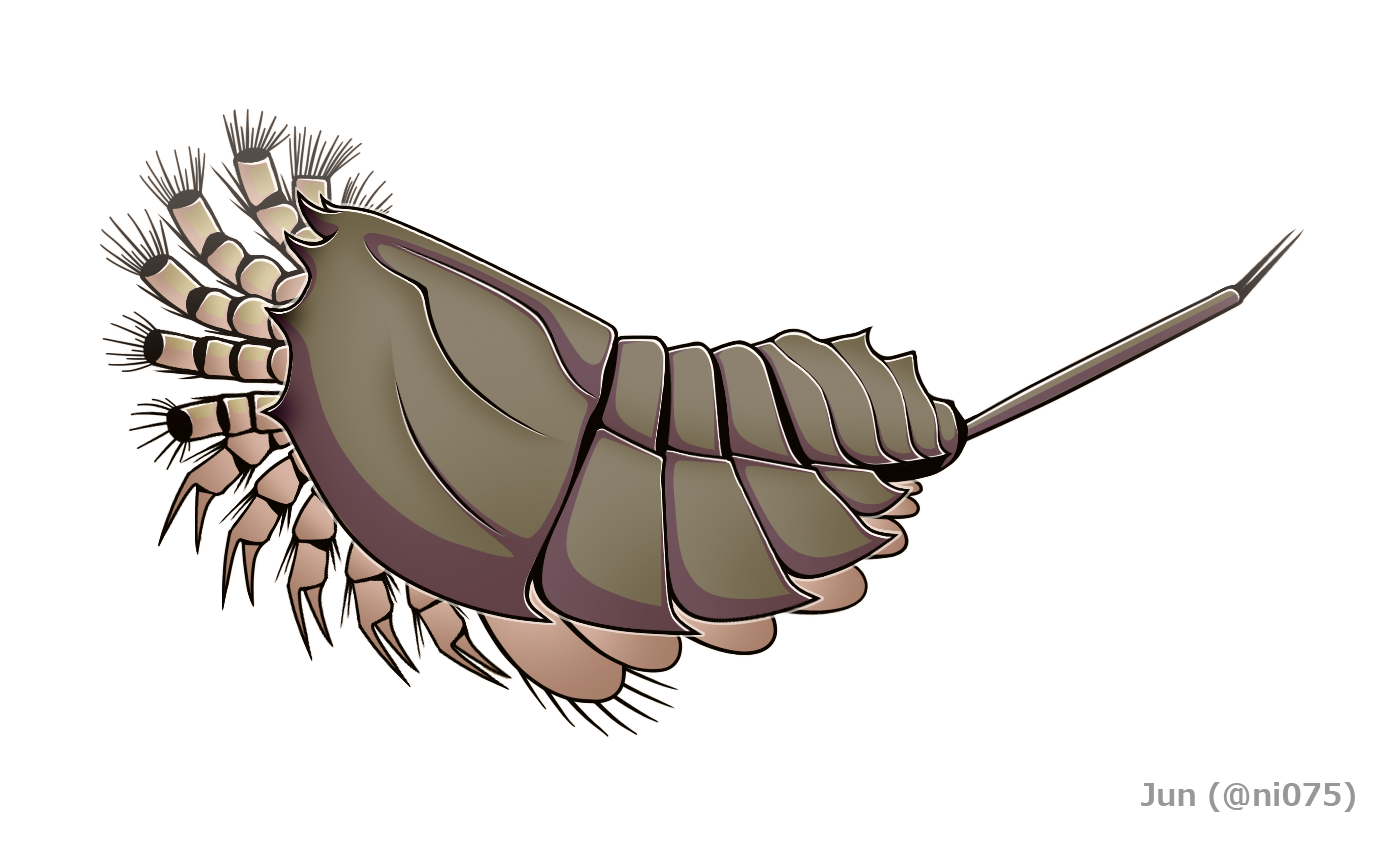
オファコルスの全身復元図

体長4-6mmで横幅2mmほど微小な節足動物である。体はアーチ状の外骨格に覆われ、前後で1枚の背甲と数枚の背板に分かれる。体の末端はやや長い棒状の尾節が伸び、その先端は二股に分かれている。

### 背面の外骨格
背面最初の外骨格は一枚の背甲（carapace）であり、アーチ状のため正面は大きく開いている。背甲は前縁に7本の棘、背面に数本の溝がある。眼らしき構造は見当たらない。背甲以降は8枚の背板（tergite）で、前3枚は分節し、後5枚は融合している。1-4枚目の左右は肋部に特化し、5-7枚目の背板はそれぞれの背面中央に1個の突起がある。

### 付属肢

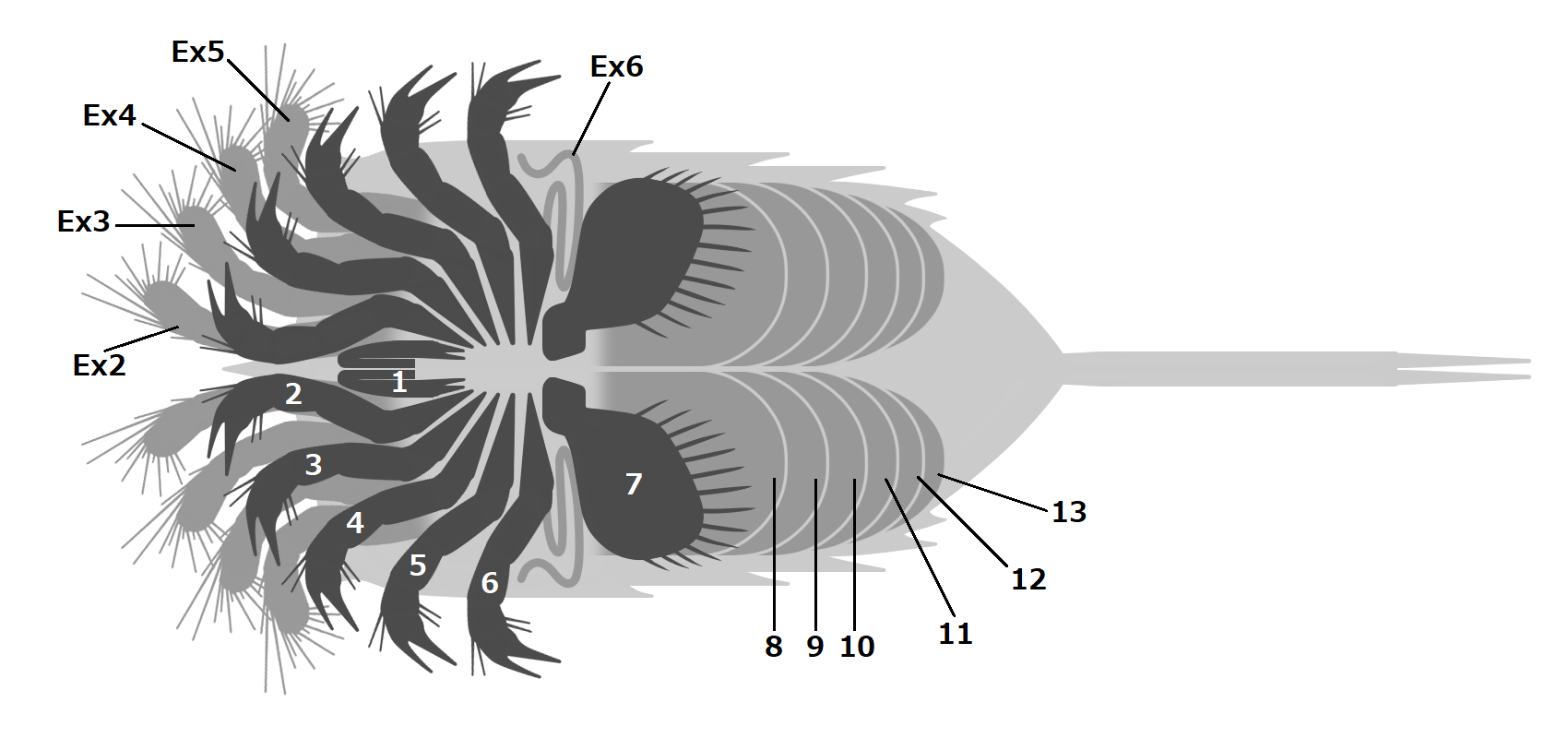
オファコルスの付属肢（1：鋏角、2-6：脚（内肢）、7：鰭状の付属肢、8-13：蓋板、Ex：脚の外肢）

付属肢（関節肢）は全てが背面の外骨格に覆われ、順に1対の鋏角（chelicera）・5対の二叉型の脚・1対の鰭状の付属肢・6対の蓋板（operculum）がある。鋏角と脚の間には、上唇（labrum）と思われる突起物がある。前7対の付属肢は背甲に対応し、脚は外肢を除いてそれぞれの基部は腹面中央で放射状に配置され、口はその間にあったと考えられる。残り6枚の蓋板は前6枚の背板に対応している。
鋏角は鋏角類として典型的な形で、小さく、3節のうち先端2節ははさみをなしている。
5対の脚のうち、少なくとも前の4対は外肢（exopod）と内肢（endopod）でできた二叉型付属肢である。脚の内肢はいずれも少なくとも6節の肢節に分かれ、先端2節ははさみをなしている。前4対の外肢は頑丈な歩脚状でおよそ6節の肢節に分かれ、背甲の正面に集約してそこから突き出し、先端は数多くの剛毛（刺毛）が生えている。内肢は体の腹面中央から出るのに対して、外肢はやや離れた上の所から出るため、各脚の外肢と内肢は連結しているか、またそうだとした場合はどうやって連結しているかは不明確である。それに対し Sutton et al. 2002 ではそれぞれ未発見の高い基節の上方と下方に連結していると推測されたが、Briggs et al. 2012 ではダイバステリウムの場合と同じく、外肢は体壁を介にして完全に内肢から遊離していたと考えられる。
最終の脚は前述のような外肢をもたず、代わりに巻きひげ状の分岐を付け根に有し、脚と背甲内壁の間に格納される。これは現生カブトガニ類の櫂状器（flabellum）に相同な外肢もしくは外葉（exite）と解釈される。
第7対の付属肢は鰭状で、直後の一部の蓋板を覆うほど後方に広がる。それぞれの先端は14本ほどの剛毛が並んでいる。
残り6対の蓋板は鰭状で、後3対はやや短い。これらの蓋板はごく単調な形でカブトガニのものに見られる分節と内肢はなく、上下で柔軟に湾曲でき、裏側には書鰓と思われる数枚の構造体が畳んでいる。

### 体節の区分
原記載（Orr et al. 2000b）では背甲と背板の部分をそれぞれ頭部（cephalon）と胴部（trunk）で呼ばれていたが、のちに真鋏角類だと分かり、前体（prosoma）と後体（opisthosoma）という真鋏角類の合体節の名称で呼ばれるようになっている。ただしそれは真鋏角類の前体と後体の定義によって解釈がやや異なる。
通常の真鋏角類の体制に従えば、前6対の付属肢（鋏角+脚）をもつ部分（先節+第1-6体節）は前体で、残りの付属肢をもつ部分（第7体節/付属肢以降）は後体に当たると。ただしカブトガニやウミサソリなどの第7付属肢の性質（背甲に覆われる位置に対応し、前体付属肢のように機能する）に基づくと、通常では後体第1節扱いされる第7体節は、むしろ前体に含まれるべきとの見解もある（詳細は鋏角類#第7体節およびカブトガニ類#後体を参照）。オファコルスもそれに似て、第7体節由来とされる鰭状の付属肢は基部が背甲に覆われる所から出て、脚とセットに配置される。この体制に従えば、オファコルスの背甲に当たる部分は前体で、背板の部分のみ後体となる。背板の分化に基づいて、この後体の分節した前3節を中体（mesosoma）、融合した後5節を終体（metasoma）と更に分ける見解もある。

## 生態
オファコルスは脚の外肢で周りを感知し、内肢で餌を確保する捕食者もしくは腐肉食者であったと考えられる。蓋板は呼吸か遊泳、もしくは両方の役割を果たしていたと思われる。

## 分類
オファコルスは明らかに節足動物であるが、原記載（Ou et al. 2000b）のごろでは鋏角類らしき形質が解明されず、所属不明とされていた。後にSutton et al. 2002 の再検証で真鋏角類の性質を解明され、それに属する鋏角類だと判明した。

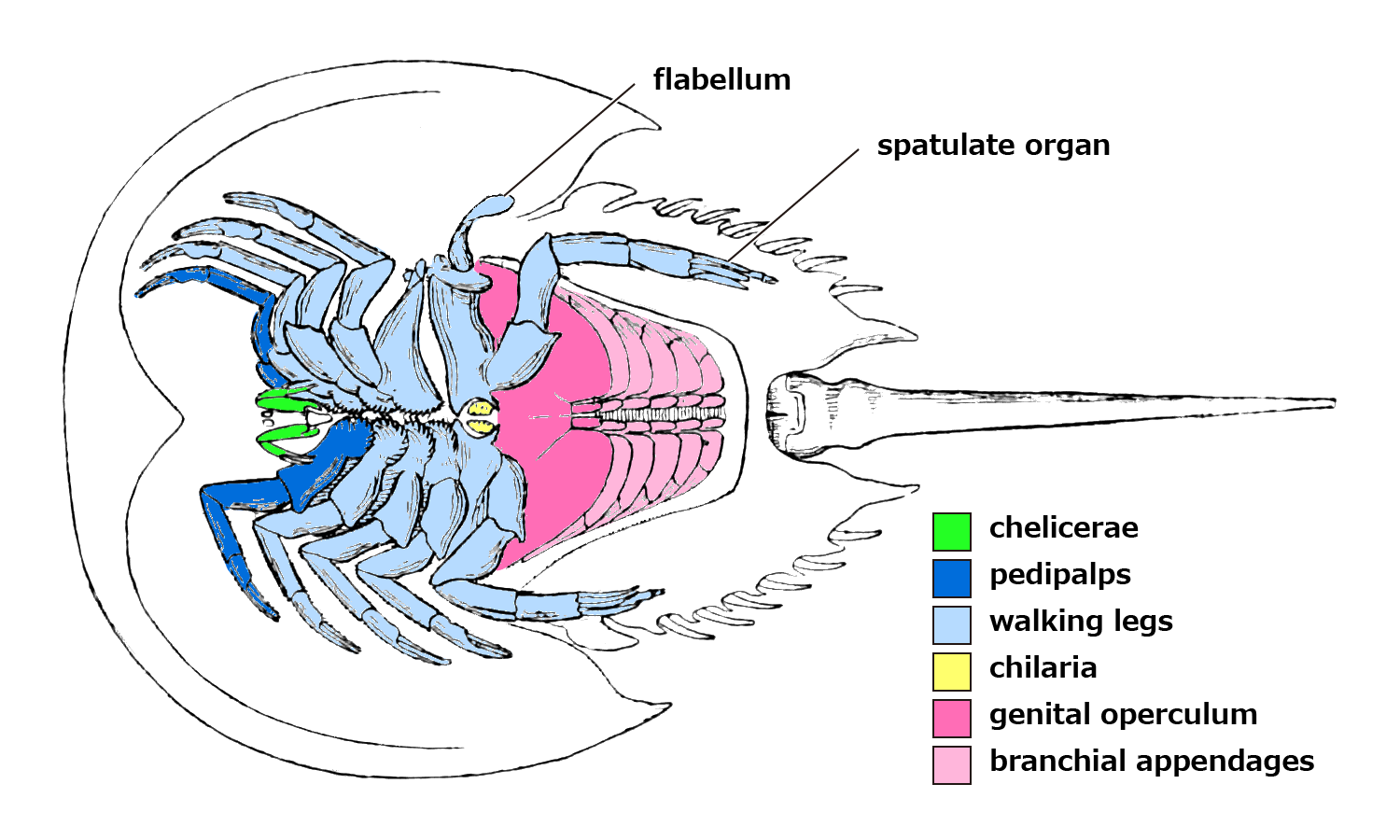
現生カブトガニ類の腹面。集約したはさみ型の脚、後脚の特殊な分岐と6対の蓋板をもつ。
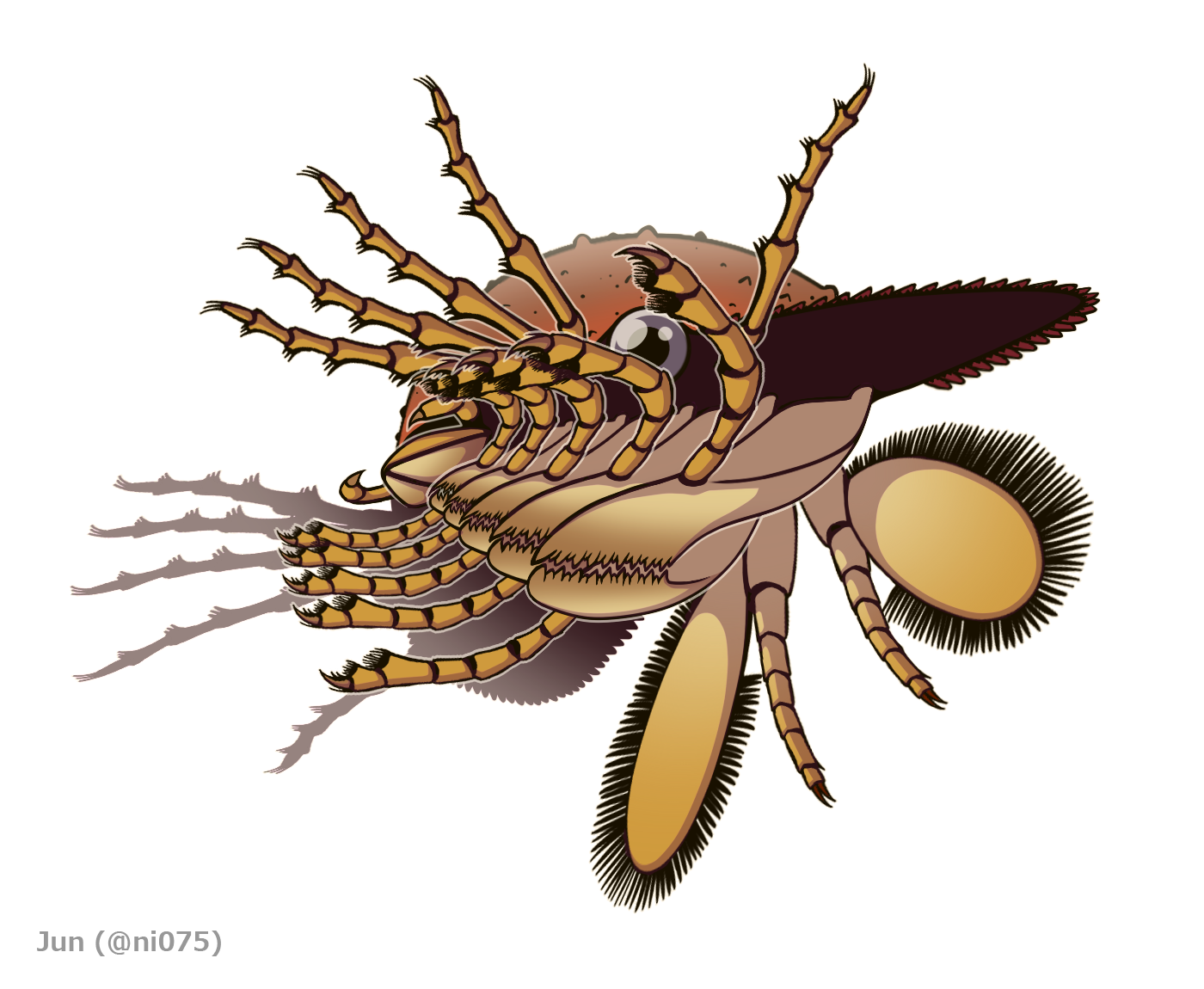
基盤的な鋏角類とされるハベリア類のハベリアの頭部。歩脚状の4対の外肢を前方にもつ。
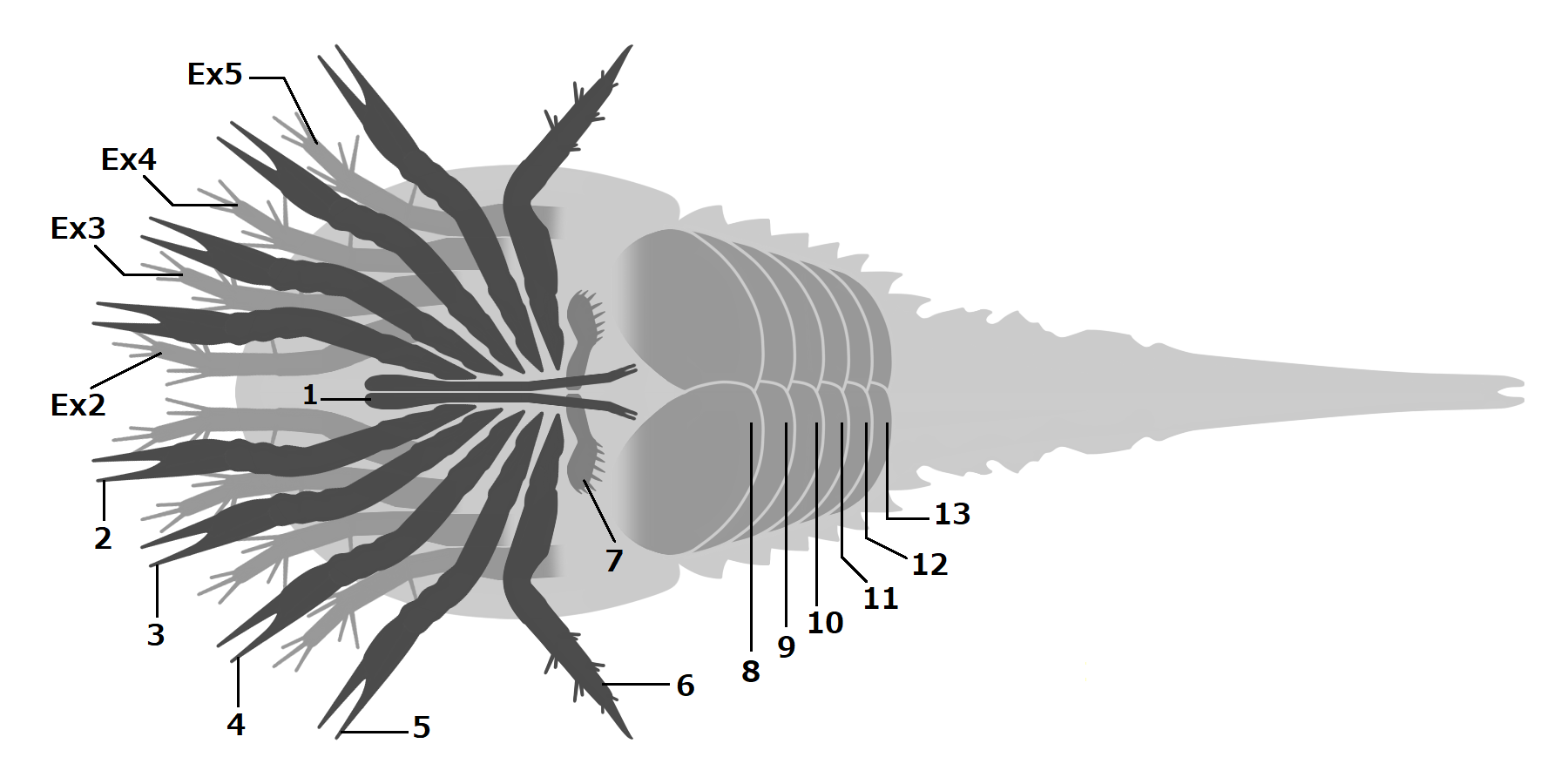
オファコルスのように歩脚状の4対の外肢（Ex）をもつダイバステリウム

発達した背甲をもつ・前体付属肢が腹面中央に集約する・脚先がはさみ型・最終の脚に特殊な分岐をもつ・6対の蓋板を後体にもつなど、オファコルスの少なからぬ特徴は真鋏角類の節口類、特にカブトガニ類に似て、相同性が示唆される。一方で、オファコルスの第2-5付属肢にある歩脚状の外肢は、カブトガニ類・ウミサソリ類・クモガタ類など他の真鋏角類には見当たらず、むしろ基盤的な鋏角類とされるカンブリア紀のハベリア類（ハベリア、サンクタカリスなど）を思わせる特徴である。2012年で新たに記載され、同じくシルル紀のカブトガニらしき真鋏角類ダイバステリウム（Dibasterium）もこのような外肢をもつ。これらの性質に基づいて、オファコルスとダイバステリウムは多くの系統解析に基盤的な真鋏角類と見なされる。これにより、基盤的な真鋏角類はかつて歩脚状の外肢を第2-5付属肢に有し、それより派生的な真鋏角類の系統群（Prosomapoda）で退化消失していたと考えられる。
オファコルス（オファコルス属 Offacolus）は、模式種（タイプ種）である Offacolus kingi のみによって知られ、独自にオファコルス科 Offacolidae に分類される。オファコルスとダイバステリウムは、便宜上にハラフシカブトガニ類（Synziphosurina）という広義のカブトガニ類のグループに含まれる場合もある。